# 6143 Піфагор
6143 Піфагор (6143 Pythagoras) — астероїд головного поясу, відкритий 14 травня 1993 року.
Тіссеранів параметр щодо Юпітера — 3,299.
Названо на честь відомого давньогрецького філософа Піфагора